# Novothymbris punctata
Novothymbris punctata är en insektsart som beskrevs av Knight 1974. Novothymbris punctata ingår i släktet Novothymbris och familjen dvärgstritar. Inga underarter finns listade i Catalogue of Life.